# Мемориал И. Х. Ромазана
Мемориал Ивана Харитоновича Ромазана — хоккейный предсезонный турнир, проходящий в городе Магнитогорске. Турнир посвящён памяти директора Магнитогорского металлургического комбината Ивана Ромазана. Игры до 2007 года проходили в одноименном Дворце спорта. С 2007 года турнир проходит на новой «Арене Металлург». Проводится в конце августа — начале сентября. Победитель награждается переходящим кубком.

## История
После того как в 1992 году магнитогорский хоккейный клуб «Металлург» вышел в Высший дивизион чемпионата России по хоккею с шайбой, в Магнитогорске было принято решение об организации межсезонного турнира.
Турниру изначально решено было придать статус международного, поэтому на первый турнир была приглашена студенческая сборная США. До 2000 года включительно в турнире участвовала одна иностранная команда, в 2017 году также позвали иностранную команду — Куньлунь Ред Стар. С 2001 года в турнире принимают участие только российские хоккейные клубы. В 2023 году на турнире играли только молодежные команды.

## Победители
Чаще других в турнире побеждал магнитогорский «Металлург» — 14 раз.
- 14 побед «Металлург» Магнитогорск 1992, 1994, 1995, 1997, 1999, 2003, 2004, 2008, 2009, 2011, 2012, 2013, 2014, 2018
- 3 победы «Локомотив» Ярославль 1998 (выступал под названием «Торпедо»), 2000, 2001
- 3 победы «Салават Юлаев» 2002, 2006, 2007
- 2 победы «Динамо» Москва 1993, 1996
- 2 победы «Ак Барс» Казань 2005, 2010
- 2 победы «Сибирь» Новосибирск 2020, 2021
- 2 победы «Трактор» Челябинск 2019, 2022
- 1 победа «Автомобилист» Екатеринбург 2015
- 1 победа «Авангард» Омск 2016
- 1 победа «Куньлунь Ред Стар» Пекин 2017
- 1 победа «Ладья» Тольятти 2023

## Итоги турниров
|      | 1                             | 2                             | 3                              | 4                                             | 5                      | 6                     |
| 1992 | «Металлург» (Магнитогорск)    | «Трактор» (Челябинск)         | «Спартак» (Москва)             | Студенческая сб. штатов Висконсин и Миннесота | –                      | –                     |
| 1993 | «Динамо» (Москва)             | «Спартак» (Москва)            | «Мальмё Редхокс» (Мальмё)      | «Металлург» (Магнитогорск)                    | –                      | –                     |
| 1994 | «Металлург» (Магнитогорск)    | ХК ЦСКА                       | «Ильвес» (Тампере)             | «Лада» (Тольятти)                             | «Трактор» (Челябинск)  | _                     |
| 1995 | «Металлург» (Магнитогорск)    | СКА                           | «Крылья Советов» (Москва)      | «Рёгле» (Энгельхольм)                         | «Сал.Юлаев» (Уфа)      | «Трактор» (Челябинск) |
| 1996 | «Динамо» (Москва)             | «Металлург» (Магнитогорск)    | «Трактор» (Челябинск)          | ЮП (Ювяскюля)                                 | «Спартак» (Москва)     | –                     |
| 1997 | «Металлург» (Магнитогорск)    | «Трактор» (Челябинск)         | «Динамо» (Москва)              | «Сокол» (Киев)                                | –                      | –                     |
| 1998 | «Торпедо» (Ярославль)         | «Металлург» (Магнитогорск)    | «Динамо» (Москва)              | «Спартак» (Москва)                            | «Трактор» (Челябинск)  | ЮП (Ювяскюля)         |
| 1999 | «Металлург» (Магнитогорск)    | «Ак Барс» (Казань)            | «Торпедо» (Ярославль)          | «Лион» Лион                                   | –                      | –                     |
| 2000 | «Локомотив» (Ярославль)       | «Лада» (Тольятти)             | «Металлург» (Магнитогорск)     | «АмбриПиотта» (Амбри)                         | –                      | –                     |
| 2001 | «Локомотив» (Ярославль)       | «Лада» (Тольятти)             | «Металлург» (Магнитогорск)     | «Салават Юлаев» (Уфа)                         | –                      | –                     |
| 2002 | «Сал. Юлаев» (Уфа)            | «Локомотив» (Ярославль)       | «Металлург» (Магнитогорск)     | «Ак Барс» (Казань)                            | –                      | –                     |
| 2003 | «Металлург» (Магнитогорск)    | ЦСКА                          | «Салават Юлаев» (Уфа)          | «Ак Барс» (Казань)                            | –                      | –                     |
| 2004 | «Металлург» (Магнитогорск)    | «Ак Барс» (Казань)            | «Салават Юлаев» (Уфа)          | ЦСКА                                          | –                      | –                     |
| 2005 | «Ак Барс» (Казань)            | «Металлург» (Магнитогорск)    | «Сал. Юлаев» (Уфа)             | «Динамо» (Москва)                             | —                      | —                     |
| 2006 | «Сал. Юлаев» (Уфа)            | «Металлург» (Магнитогорск)    | «Ак Барс» (Казань)             | ЦСКА                                          | –                      | –                     |
| 2007 | «Сал. Юлаев» (Уфа)            | «Трактор» (Челябинск)         | «Динамо» (Москва)              | «Металлург» (Магнитогорск)                    | «Ак Барс» (Казань)     | —                     |
| 2008 | «Металлург» (Магнитогорск)    | «Ак Барс» (Казань)            | «Сал. Юлаев» (Уфа)             | «Трактор» (Челябинск)                         | —                      | —                     |
| 2009 | «Трактор» (Челябинск)         | «Металлург» (Магнитогорск)    | «Ак Барс» (Казань)             | Барыс (Астана)                                | —                      | —                     |
| 2010 | «Ак Барс» (Казань)            | «Стал. лисы» (Магнитогорск)   | «Металлург» (Магнитогорск)     | «Автомобилист» (Екатеринбург)                 | «Трактор» (Челябинск)  | —                     |
| 2011 | «Металлург» (Магнитогорск)    | «Сал. Юлаев» (Уфа)            | «Трактор» (Челябинск)          | «Ак Барс» (Казань)                            | «Югра» (Х.Мансийск)    | «Витязь» (Чехов)      |
| 2012 | «Металлург» (Магнитогорск)    | Romazan Team (Магнитогорск)   | «Ак Барс» (Казань)             | «Трактор» (Челябинск)                         | –                      | –                     |
| 2013 | «Металлург» (Магнитогорск)    | «Барыс» (Астана)              | «Трактор» (Челябинск)          | «Югра» (Х.Мансийск)                           | –                      | –                     |
| 2014 | «Металлург» (Магнитогорск)    | «Сибирь» (Новосибирск)        | «Сал. Юлаев» (Уфа)             | «Трактор» (Челябинск)                         | –                      | –                     |
| 2015 | «Автомобилист» (Екатеринбург) | «Трактор» (Челябинск)         | «Авангард» (Омск)              | «Металлург» (Магнитогорск)                    | «Сибирь» (Новосибирск) | –                     |
| 2016 | «Авангард» (Омск)             | «Металлург» (Магнитогорск)    | «Сибирь» (Новосибирск)         | «Трактор» (Челябинск)                         | –                      | –                     |
| 2017 | «Куньлунь Ред Стар» (Пекин)   | «Сибирь» (Новосибирск)        | «Трактор» (Челябинск)          | «Металлург» (Магнитогорск)                    | –                      | –                     |
| 2018 | «Металлург» (Магнитогорск)    | «Торпедо» (Н.Новгород)        | «Трактор» (Челябинск)          | «Сибирь» (Новосибирск)                        | –                      | –                     |
| 2019 | «Трактор» (Челябинск)         | «Металлург» (Магнитогорск)    | «Сибирь» (Новосибирск)         | «Куньлунь Ред Стар» (Пекин)                   | –                      | –                     |
| 2020 | «Сибирь» (Новосибирск)        | «Металлург» (Магнитогорск)    | «Автомобилист» (Екатеринбург)  | «Амур» (Хабаровск)                            | –                      | –                     |
| 2021 | «Сибирь» (Новосибирск)        | «Нефтехимик» (Нижнекамск)     | «Металлург» (Магнитогорск)     | «Амур» (Хабаровск)                            | «Ак Барс» (Казань)     | –                     |
| 2022 | «Трактор» (Челябинск)         | «Автомобилист» (Екатеринбург) | «Металлург» (Магнитогорск)     | «Амур» (Хабаровск)                            | –                      | –                     |
| 2023 | «Ладья» (Тольятти)            | «Юнисон-Москва» (Москва)      | «Стальные лисы» (Магнитогорск) | «Реактор» (Нижнекамск)                        | –                      | –                     |
| 2024 | «Нефтехимик» (Нижнекамск)     | «Металлург» (Магнитогорск)    | «Салават Юлаев» (Уфа)          | «Магнитка» (Магнитогорск)                     | –                      | –                     |
| 2025 |                               |                               |                                |                                               |                        |                       |

## Мастер-шоу
В 2001 году в выходной день турнира 1 сентября впервые в России на турнире прошло «Мастер-шоу». Это шоу проводилось так же в 2002 и в 2003 году. Во время шоу игроки, разбитые на две команды, соревновались в различных конкурсах, а по окончании проводился десятиминутный «овертайм» до первого забитого гола.

### Мастер-шоу 2001
За сборную «Поволжья» выступали игроки тольяттинской «Лады» и ярославского «Локомотива». За «Урал» выступали игроки магнитогорского «Металлурга» и уфимского «Салавата Юлаева».
Победители в личных конкурсах:
- Бег на скорость по периметру площадки — Евгений Корешков «Металлург» Магнитогорск
- Броски на точность — Александр Семак «Салават Юлаев» Уфа
- Броски под перекладину с центра площадки — Роман Кухтинов «Салават Юлаев» Уфа
- Буллиты — Игорь Волков «Салават Юлаев» Уфа
- Броски вратарей от ворот до ворот на точность — Игорь Карпенко «Металлург» Магнитогорск
- Выброс шайбы на дальность вдоль борта — Евгений Наместников «Лада» Тольятти

Победа «Урала» с общим счетом 5:3. «Овертайм» завершился вничью 0:0.

### Мастер-шоу 2002
Сборная «Поволжья» — «Локомотив» Ярославль и «Лада» Тольятти, сборная «Урала» — «Металлург» Магнитогорск и «Салавата Юлаев» Уфа.
Победители в личных конкурсах:
- Бег на скорость по периметру площадки — Евгений Корешков «Металлург» Магнитогорск
- Броски на точность — Андрей Петрунин «Салават Юлаев» Уфа
- Броски под перекладину с центра площадки — Владислав Озолин «Салават Юлаев» Уфа
- Буллиты — ??
- Броски вратарей от ворот до ворот на точность — Константин Симчук «Салават Юлаев» Уфа
- Выброс шайбы на дальность вдоль борта — Владислав Озолин «Лада» Тольятти

Победу в общем зачете одержал «Урал». «Овертайм» снова завершился вничью 0:0.

### Мастер-шоу 2003
Участники были разбиты на команды «Запад» — «Ак Барс» (Казань) и ЦСКА (Москва), и «Восток» — «Металлург» (Магнитогорск) и «Салават Юлаев» (Уфа). Составы команд:
«Запад»: вратари — Душан Салфицки (ЦСКА), Петерис Скудра («Ак Барс»); защитники — Дмитрий Балмин, Денис Денисов (оба «Ак Барс»), Вадим Хомицкий, Кирилл Лямин (оба ЦСКА); нападающие: Ян Бенда, Вадим Епанчинцев, Радек Дуда (все «Ак Барс»), Андрей Разин, Николай Пронин, Николай Жердев (все ЦСКА).
«Восток»: вратари — Игорь Карпенко («Металлург»), Сергей Николаев («Салават Юлаев»); защитники — Андрей Соколов, Евгений Варламов (оба «Металлург»), Владислав Озолин, Николай Семин (оба «Салават Юлаев»); нападающие — Евгений Корешков, Валерий Карпов, Томаш Хлубна (все «Металлург»), Игорь Волков, Сергей Акимов, Илья Горбушин (все «Салават Юлаев»).
Конкурсы:
- Эстафета с шайбой. «Восток» — 3 мин. 43 сек., «Запад» — 3 мин. 50 сек. На первом же этапе представитель «Запада» Николай Жердев споткнулся и упал. «Восток» преимущество в 7 секунд сохранил до самого конца. «Восток» — «Запад» 1:0.
- Забег на скорость. Ян Бенда — 15,46 сек., Игорь Волков — 15,03, Николай Пронин — 15,19, Валерий Карпов — 15,35, Радек Дуда — 15,63, Сергей Акимов — 15,66, Николай Жердев — 14,99, Томаш Хлубна — 15,13. Николай Жердев исправился после досадного падения в первом раунде и выиграл конкурс. 1:1.
- Забег вратарей на скорость. Петерис Скудра — 21,02 сек., Сергей Николаев — 19,58, Душан Салфицки — 20,24, Игорь Карпенко — 21,00. 2:1.
- Эстафета-преследование. «Восток» — 1 мин. 23,22 сек. Запад — 1 мин. 23,70 сек. Команды совершали забег по периметру площадки передаваю клюшку как эстафетную палочку. 3:1.
- Буллиты. Игорь Карпенко — отразил 4 из 5 (забил Вадим Хомицкий, не забили Андрей Разин, Николай Жердев, Николай Пронин, Кирилл Лямин), Душан Салфицки — 3 из 5 (Сергей Акимов, Илья Горбушин — Игорь Волков, Владислав Озолин, Николай Семин), Сергей Николаев — 3 из 5 (Вадим Епанчинцев, Радек Дуда — Ян Бенда, Денис Денисов, Дмитрий Балмин), Петерис Скудра — 3 из 5 (Валерий Карпов, Евгений Варламов — Томаш Хлубна, Евгений Корешков, Андрей Соколов). В конкурсе победил Игорь Карпенко и команда «Востока». 4:1.
- Выброс шайбы на дальность вдоль борта — Вадим Хомицкий пробросил шайбу вдоль борта на 3 метра больше периметра площадки. 4:2.
- Броски на точность. Необходимо попасть десятью шайбами по четырём мишеням, расположенным в каждом из углов ворот. «Запад» — 12 (Радек Дуда — 1, Николай Пронин — 0, Вадим Епанчинцев — 4, Николай Жердев — 3, Ян Бенда — 2, Андрей Разин — 2). «Восток» — 10 (Илья Горбушин — 2, Томаш Хлубна — 2, Сергей Акимов — 0, Евгений Корешков — 3, Игорь Волков — 2, Валерий Карпов — 1). Вадиму Епанчинцеву понадобилось всего 9 шайб чтобы поразить все мишени. 4:3.
- Броски под перекладину. Нижняя половина ворот прикрывается щитом. Защитникам необходимо попасть в верхнюю половину от синей линии. «Запад» — 11 (Дмитрий Балмин — 4, Кирилл Лямин — 2, Денис Денисов — 2, Вадим Хомицкий — 3). «Восток» — 10 (Николай Семин — 1, Евгений Варламов — 3, Владислав Озолин — 3, Андрей Соколов — 3). 4:4.
- Броски вратарей. Вратари пытаются поразить ворота броском от других ворот. Запад — 7 (Петерис Скудра — 4, Душан Салфицки — 3). «Восток» — 0. 4:5.
- Овертайм. На седьмой минуте гол забил Евгений Корешков с передачи Карпова и Хлубны. 5:5.

Для выявления победителя была устроена ещё одна серия буллитов. Со счетом 3:1 победила команда «Запада». У «Востока» отличился Евгений Корешков, у «Запада» Андрей Разин, Вадим Епанчинцев и Николай Жердев. В итоге со счетом 6:5 впервые за историю «Мастер-шоу» на Мемориале Ромазана выиграла команда «Запада».

## Конкурс групп поддержки
На турнире с 2001 года проводятся конкурсы групп поддержки. В конкурсе принимали участие группы поддержки «Классик-старз» (Магнитогорск), «Грация» (Ярославль), «Эдельвейс» (Уфа), «Юлдаш» (Казань) и группа поддержки из Тольятти.